# ホバ隕石

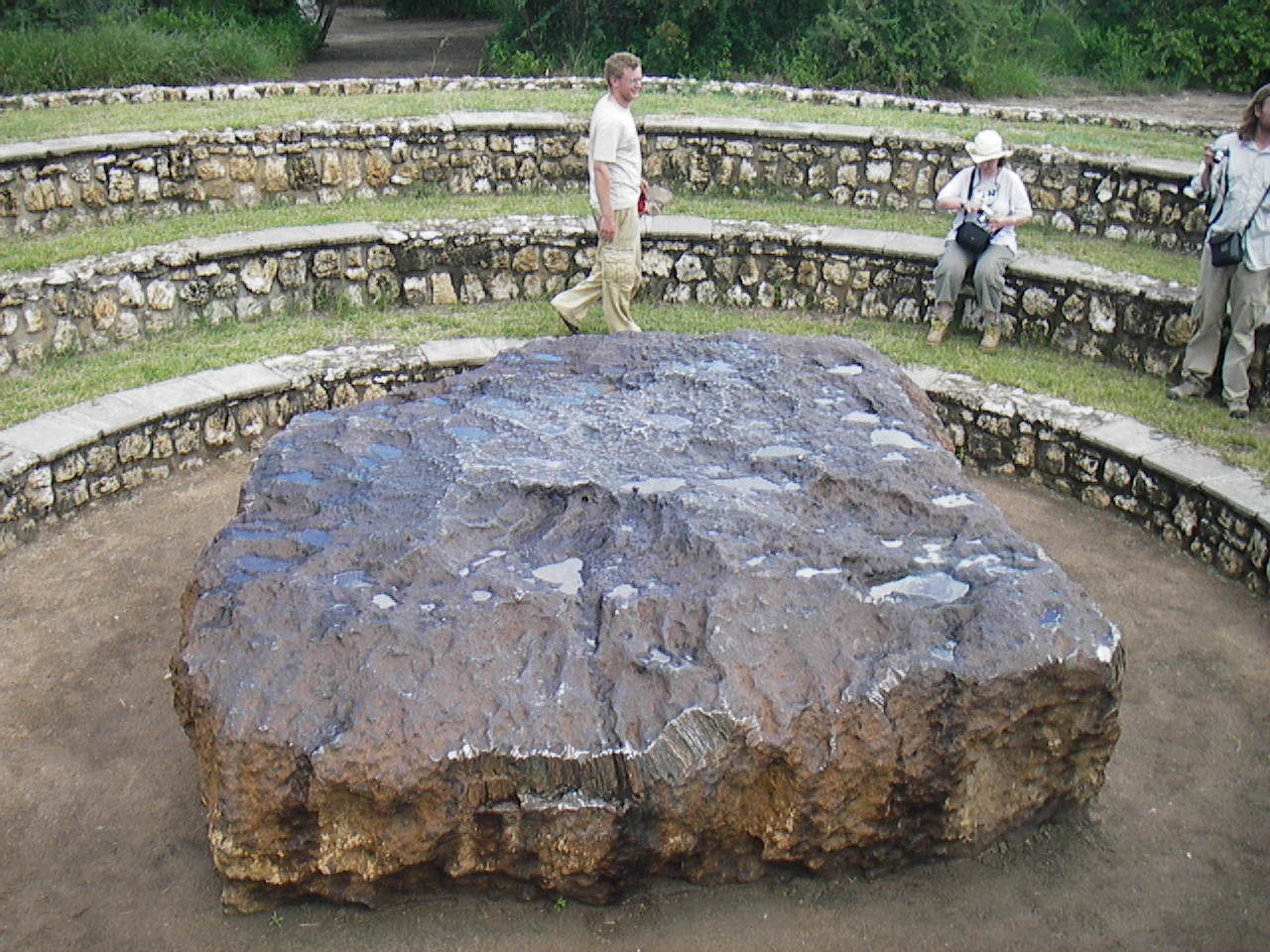
ホバ隕石

ホバ隕石（ホバいんせき、hoba meteorite）はナミビア・オチョソンデュパ州で発見された鉄隕石。確認されているものの中で世界で最も重い。

## 概要
ホバ隕石は2.7m×2.7mの長方形で0.9mの厚さである。1920年には66トンの重さがあったが、侵食や調査のためのサンプル切り出し、破壊行為などによって、現在の重量は60トンを若干超えるほどと見積もられている。隕石の成分は約84%が鉄､16%がニッケル、コバルトの痕跡が含まれており、ニッケルの含有量が多いアタキサイトに分類されている。表面には風化によって生じた鉄の水酸化物が見られる。 
8万年以上前に落下したと考えられており、地球大気によって減速されて、損傷が少ない状態になったと考えられている。隕石の形状が他に例のない平たい面をもつ形状であったため大気圏の上部で水切りのようにはねて落下したと考えられている。

## 経緯
- ホバ隕石は衝突クレーターを残さなかったので、発見は偶然のものだった。地中に埋まった隕石は、グルートフォンテイン(Grootfontein)近くの農園ホバ・ウエスト・ファームにおいて牛を使って耕していた際に発見された。1920年、この隕石について報告をした科学者ジェイコブス・ブリッツ(Jacobus Hermanus Brits)の調査によって掘り起こされた。
- 1955年、外来者による破壊を防ぐためとして、ナミビア政府はこれを国家的記念物に指定した。また、1985年にはRossing Uranium Ltdの資金によって更なる保護策が講じられた。
- 1987年にホバ・ウエスト・ファームの所有者は隕石と土地を国家に寄付し､その後に国がツーリスト・センターを開設した。その結果、外来者による破壊は止まり、毎年数千人の観光旅行者が訪れるようになった。